# المركز الوطني للأبحاث في المناطق الجافة
المركز الوطني للأبحاث في المناطق الجافة (بالفرنسية: Centre Nationale de Recherche sur les Zones Arides)‏ هو مركز جزائري للبحث في المناطق الجافة تأسس سنة 1924 ببني عباس من قبل الباحث الجيوليوجي الروسي الأصل الفرنسي الجنسية نيكولاس مانشيكوف (بالفرنسية: Nicholas MENCHIKOFF)‏ (حوالي 1900-1992) وكان يسمى في تلك الفترة «مركز البحوث الصحراوية» (بالإنجليزية: CRS)‏.
في 20 نوفمبر 1942 أصبح المركز تابعاً رسمياً للمركز الوطني للبحوث العلمية (بالفرنسية: المركز الوطني الفرنسي للبحث العلمي)‏ تحت اسم «مركز بحوث المناطق الجافة» (بالفرنسية: CRZA)‏ وحتى هذه الفترة كان المركز يضم فرع واحد هو فرع الجيولوجيا.
من عام 1942 حتى 1950 تقريباً توسع المركز ليضم علم الآثار ومنها وحتى العام 1974 شمل أيضاً كل من علم النبات، علم الحيوان والبيولوجيا بكل فروعها وانشئ به متحف وحديقة حيوان.
بعد استرجاع المركز من قبل الجزائر عام 1974 ألحق بالمركز الوطني لبحوث المناطق الجافة (CNRZA) تحت إشراف الديوان الوطني للبحث العلمي (ONRS) حتى تفكك هذا الأخير عام 1983. بعدها ألحق المركز بمعهد البيولوجيا بجامعة العلوم والتكنولوجيا هواري بومدين -باب الزوار- وهنا أصبحت تابعة «لوحدة البحوث في المناطق الجافة» (بالفرنسية: URZA)‏ التي كانت تظم محطتين محطة بني عباس ومحطة القلية (ثانوية).
في الموسم الجامعي 1997/1996 استبدل نظام المعاهد بنظام الكليات وهنا ألحق المركز بكلية العلوم البيولوجية (بالفرنسية: FSB)‏ هنا فقد المركز استقلاليته المالية وهيئته الإدارية الخاصة.

## تسيير المركز
مر على إدارة المركز العديد من الشخصيات بدايتاً من الحقبة الفرنسية وحتى يومنا هذا وهم على التوالي:
- نيكولاس مانشيكوف
- صالحي رشيد
- بوناقة
- بالعربي العربي

## وصلات خارجية
- ألجيري.كوم بني عباس: كنوز مانشيكوف